# Dream Team – Mistři dílny
Dream Team – Mistři dílny je soutěžní pořad TV Prima premiérově vysílaný v roce 2022. V kutilské reality show soutěží šest mužů a šest žen.

## Soutěž
V každém dílu se soutěžící rozdělí do červeného a modrého týmu. Po rozlosování do dílny přichází třetí porotce s vlastním zadáním, který je vždy jiný. Soutěžící mají na splnění úkolu 6 hodin. Během výroby zadaného úkolu se soutěžíci účastní tří výzev, které vymýšlí Pepa Libický. Vítězný soutěžící si vybírá ze tří bonusů:
- Ruce Pepy Libického na 20 minut,
- 10 minut času navíc,
- 2 minuty ve skladu navíc,
- Žolík: Rozhodnutí může být odloženo na později, ale soutěžící musí jeden bonus hned zrušit a vybírat jen ze dvou.

Po uplynutí 6 hodin (od 2. dílu 5 hodin) účastníci předvádí svůj výrobek před porotou, která určuje vítězný tým. Poražené družstvo pak označi jednoho  muže a jednu ženu, kteří byli podle jejich názoru nejméně přínosní. Označovalo se od 1. do 6. dílu.
Vítěz si odnese 500 000 Kč, a dostane příležitost vést vlastní pořad v televizi.
Stabilními porotci jsou: Šimon Caban a Kamila Douděrová a v každém díle se k nim připojí další třetí porotce který je zadavatel.

## Seznam dílů
| Č. v pořadu | Č. v řadě | Třetí porotce              | Zadání                  | Vítězný tým | Premiéra v ČR  | Sledovanost (15+) |
| ----------- | --------- | -------------------------- | ----------------------- | ----------- | -------------- | ----------------- |
| 1           | 1         | Tomáš Enge                 | Motokára                | červení     | 10. ledna 2022 | 515 000           |
| 2           | 2         | Ivan Vodochodský           | Zahradní set            | modří       | 17. ledna 2022 | 362 000           |
| 3           | 3         | Jiří Ambrož                | Hotelový lustr          | modří       | 24. ledna 2022 | 301 000           |
| 4           | 4         | Pavlína Danková            | Dětský koutek           | modří       | 31. ledna 2022 | 304 000           |
| 5           | 5         | Zdeněk "Zed" Střížek       | Pojízdný stánek         | modří       | 7. února 2022  | 277 000           |
| 6           | 6         | Rostislav Novák            | Karnevalová postava     | červení     | 14. února 2022 | 254 000           |
| 7           | 7         | Kateřina Kaira Hrachovcová | Psí boudaKočicí pelíšek | červení     | 21. února 2022 | 234 000           |
| Semifinále  |           |                            |                         |             |                |                   |
| 8           | 8         | Eliška Kaplický            | Zahradní vodotrysk      | modří       | 28. února 2022 | 251 000           |
| Finále      |           |                            |                         |             |                |                   |

## Soutěžící
| Soutěžící         | Povolání                                                  | Pořadí                           |
| ----------------- | --------------------------------------------------------- | -------------------------------- |
| Michal Barvinek   | Živí se uměleckým zpracováním kovů                        | Vítěz                            |
| Ivana Žáková      | Truhlářka, která pracuje i s kovem                        | Poražená finalistka              |
| Pavel Bříza       | Kovář, truhlář, restaurátor a hodinář                     | vyřazen ve 7. díle (semifinále)  |
| Gabriela Dobišová | Distributorka parfémů a kosmetiky. Šije kostýmy a kulisy. | vyřazena ve 7. díle (semifinále) |
| Adam Langr        | Umělecký kovář                                            | vyřazen ve 7. díle               |
| Lída Garcia       | Pracuje v autoservisu                                     | vyřazena ve 7. díle              |
| Roman Fernik      | Písmomalíř a výtvarník                                    | vyřazen ve 7. díle               |
| Pavla Tvrdíková   | Manažerka                                                 | vyřazena ve 7. díle              |
| Milada Thielová   | Desinatérka v Národním divadle                            | vyřazena ve 6. díle              |
| Míra Jech         | Designér, strojař, autokarosář                            | vyřazen ve 6. díle               |
| Vendula Brendlová | Učitelka výtvarné výchovy                                 | vyřazena ve 3. díle              |
| Lexa Holub        | Konstruktér motorových vozidel                            | vyřazen ve 3. díle               |